# Смотри на меня!
«Смотри на меня!» — российский художественный фильм 2024 года режиссёра Владимира Грамматикова.

## Сюжет
Основано на реальных событиях — детских воспоминаниях режиссёра Владимира Грамматикова о реальной поездке.
1948 год. Нина Левицкая, бывшая оперная певица и мать четверых детей, ничего не знает о судьбе своего мужа, который пропал из виду почти год назад. По слухам, отец семейства, ответственный работник, Александр должен находиться где-то в Москве. Нина продаёт всё своё имущество, собирает детей и уезжает из Свердловска в столицу. Долгая дорога в вагоне-теплушке с остатками домашнего скарба, коровой-кормилицей и пианино сопряжено с массой трудностей. Большая любовь и вера помогают героям не сдаваться и двигаться навстречу мечте, а в дороге встречаются и добрые люди.

## В ролях
- Александра Урсуляк — Нина Левицкая
- Платон Герасимов — Вова
- Максим Осинцев — Марк
- Вероника Каткаева — Люся
- Егор Тишканин — Юра
- Евгения Симонова — Скляр
- Семён Шкаликов — Шнуров
- Егор Грамматиков — Александр
- Камилла Валиуллина — Юм
- Наталия Солдатова — Зина
- Евгений Стеблов — старик
- Ольга Лапшина — дежурная по станции

## Съёмки
Фильм снят при поддержке ОАО «РЖД», большинство элементов, воссоздающих атмосферу конца 1940-х годов, являются подлинными: вагоны поезда собирались по всей России, в съёмках задействованы двухосные теплушки, четырёхосные товарные вагоны до 1947 года выпуска и советский локомотив серии СО17 «Серго Орджоникидзе».

## Показ
Премьера фильма прошла 25 апреля 2024 года как Специальный показ в рамках внеконкурсной программы 46-го Московского кинофестиваля в кинотеатре «Октябрь».
В кинопрокат фильм вышел 5 сентября 2024 года. С 21 октября 2024 года фильм стал доступен для просмотра в онлайн-кинотеатрах Иви, Okko и Кинопоиск.

## Критика
Владимир Грамматиков снял удивительный фильм. Его невозможно хладнокровно анализировать — это как разъять на составные живое, бьющееся сердце. Давно в нашем кино не было такой обезоруживающе искренней, личной интонации, такого щедрого человеческого тепла, такой безыскусной правды, как в его новой картине «Смотри на меня!». Она правдива на всех уровнях — в тщательности воссоздания эпохи, в воскрешении её атмосферы, в раскрытии интимного мира души, в одушевлении самого этого понятия — семья.— Валерий Кичин, Российская газета, 2024

Режиссёр хорошо выдерживает темпоритм, чередуя динамичные приключения с задушевными разговорами, а мрачные эпизоды — с лёгкими и забавными, причём последних в фильме намного больше… Грамматиков показывает, что драму можно снимать на полутонах, без криков, истерик и слёз в три ручья. … Фильм больше похож не на современное кино, а на советские картины, но это не значит, что он нафталиново-душный и несовременный — скорее его можно назвать более светлым и лиричным, чем привычные драмы.— Леонид Кискаркин, Вокруг ТВ, 2024

## Фестивали
- 2024 — XX кинофестиваль «Волоколамский рубеж» — Приз «За лучшую женскую роль второго плана» — актрисе Евгении Симоновой.[5]
- 2025 — XXIII кинопремия «Золотой орёл» — Владимир Грамматиков получил приз «За лучшую режиссёрскую работу», а Александра Урсуляк получила приз «За лучшую женскую роль в кино».
- Кинопремия «Ника» за 2024 год — фильм вошёл в лонг-лист в номинации «Лучший игровой фильм», лауреаты шорт-листа будут объявлены по итогам второго тура 13 мая 2025 года[6]

## Рецензии
- Валерий Кичин — Фильм Грамматикова «Смотри на меня!» уникален беззащитно личной интонацией // Российская газета — Федеральный выпуск: № 199(9441) от 4 сентября 2024
- Леонид Павлючик — Дорожный романс. Кинорежиссер Владимир Грамматиков совершил сентиментальное путешествие в свое послевоенное детство // Труд, 13 сентября 2024
- Леонид Кискаркин — Пятеро в вагоне, не считая коровы. Рецензия на фильм «Смотри на меня!» // Вокруг ТВ, 12 сентября 2024
- Юлия Шагельман — Сказка о забытом времени. Фильм Владимира Грамматикова «Смотри на меня!» // Газета «Коммерсантъ» № 161 от 05.09.2024, стр. 11
- Юрий Аверченков — «Смотри на меня»: железная дорога жизни // Cabinet de l’Art, 7 мая 2024